# Bengt Bergius
Bengt Bergius den yngre, född 2 september 1723 på Livereds säteri i Västergötland som son till häradshövdingen Bengt Bergius och hans hustru Sara Maria Dryselia, död 28 oktober 1784, var en svensk historisk samlare. Han var bror till Peter Jonas Bergius och tillsammans med denne innehavare av Bergianska trädgården i Stockholm.
Bergius blev student vid Lunds universitet 1741 och filosofie magister 1745 samt var docent i historia 1747-49. Senare begav han sig till Stockholm, där han 1758 blev e.o. assessor i Antikvitetsarkivet och 1762 utnämndes till bankokommissarie. 
Redan som student påbörjade Bergius sina samlingar rörande Sveriges politiska och lärdomshistoria, och vid hans död uppgick dessa till 20 stora band. Bland de källskrifter, som han utgav, är Konung Karl IX:s rim-chrönica samt Konung Gustaf Adolphs påbegynta chrönica, jemte bilagor af 96 bref och handlingar (1759) den viktigaste för hävdaforskningen. Vidare märks källskriftsamlingen Nytt förråd af äldre och nyare handlingar rörande nordiska historien (fyra band, 1753-54). Ganska stort uppseende väckte hans "Småsaker till nöje och tidsfördrif" (åtta delar, 1756-57), i sin fortsättning kallat "Allahanda" (tre delar, 1757-58), en samling poem (åtskilliga av Olof von Dalin), anekdoter m.m., mot vilkas offentliga försäljning förbud utfärdades - något, som gjorde skriften än mer begärlig. 
Bergius invaldes 1766 i Vetenskapsakademien, där han två gånger fungerade som preses, nämligen 1769, då han höll ett Tal om svenska ängsskötseln och dess främjande genom lönande grässlag – vilket tal väckte uppseende även utomlands och eggade till nyttiga försök i Sverige - samt 1780, då han höll sitt om ofantlig beläsenhet vittnande Tal om läckerheter, både i sig sjelfva sådana, och för sådana ansedda genom folkslags bruk och inbillning, vilket efter hans död utgavs (i två band 1785, 1787) av Peter Jonas Bergius och Samuel Ödmann samt översattes på tyska av J.R. Forster och K. Sprengel (1792-93). Detta verk återutgavs 1960 på svenska av Knut Hagberg.